# Менгс, Антон Рафаэль
Анто́н Рафаэ́ль Менгс (нем. Anton Raphael Mengs; 22 марта 1728, Ауссиг, Богемия, Священная Римская империя [ныне Усти-над-Лабем, Чехия] — 29 июня 1779, Рим, Папская область) — немецкий живописец, рисовальщик и теоретик, один из основоположников живописи неоклассицизма.

## Биография
Антон Рафаэль Менгс родился в семье саксонского придворного живописца, датчанина по происхождению, Исмаэля (Иоганна) Менгса. Первые уроки рисования получил от отца вместе со своей сестрой, будущей художницей Терезой Конкордией Марон. Отец дал сыну двойное имя в честь самых почитаемых им художников: Корреджо (Антонио Аллегри) и Рафаэля.
С 1741 по 1744 год Антон Рафаэль вместе с отцом жил в Риме, изучал античное искусство и работы старых мастеров, прежде всего Рафаэля и Корреджо. В Риме Менгс учился у Марко Бенефиала и Себастьяно Конки. По возвращении в Саксонию, в возрасте семнадцати лет был назначен придворным живописцем (Kabinettmaler) саксонских курфюрстов в Дрездене.

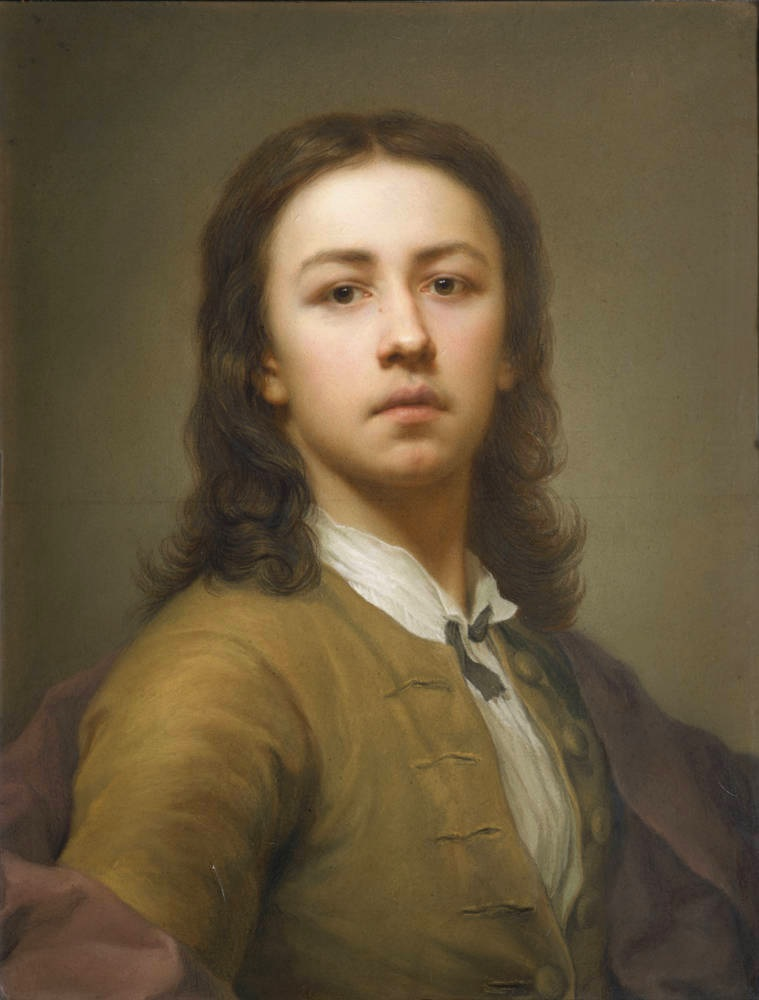
Автопортрет. Ок. 1744. Бумага, пастель. Галерея старых мастеров, Дрезден

В 1746 году Менгс приехал в Рим вторично. Он обратился в католичество и сочетался браком с римлянкой Маргеритой Гуацци. В 1749 году вернулся в Дрезден. В 1751 году назначен главным придворным живописцем (sächsischen Oberhofmaler) при дворе курфюрста Саксонии Фридриха Августа II с годовым жалованием в 1000 талеров. Уже в новой должности получил заказ на создание алтарной композиции «Вознесение Христа» для Придворной католической церкви в Дрездене.

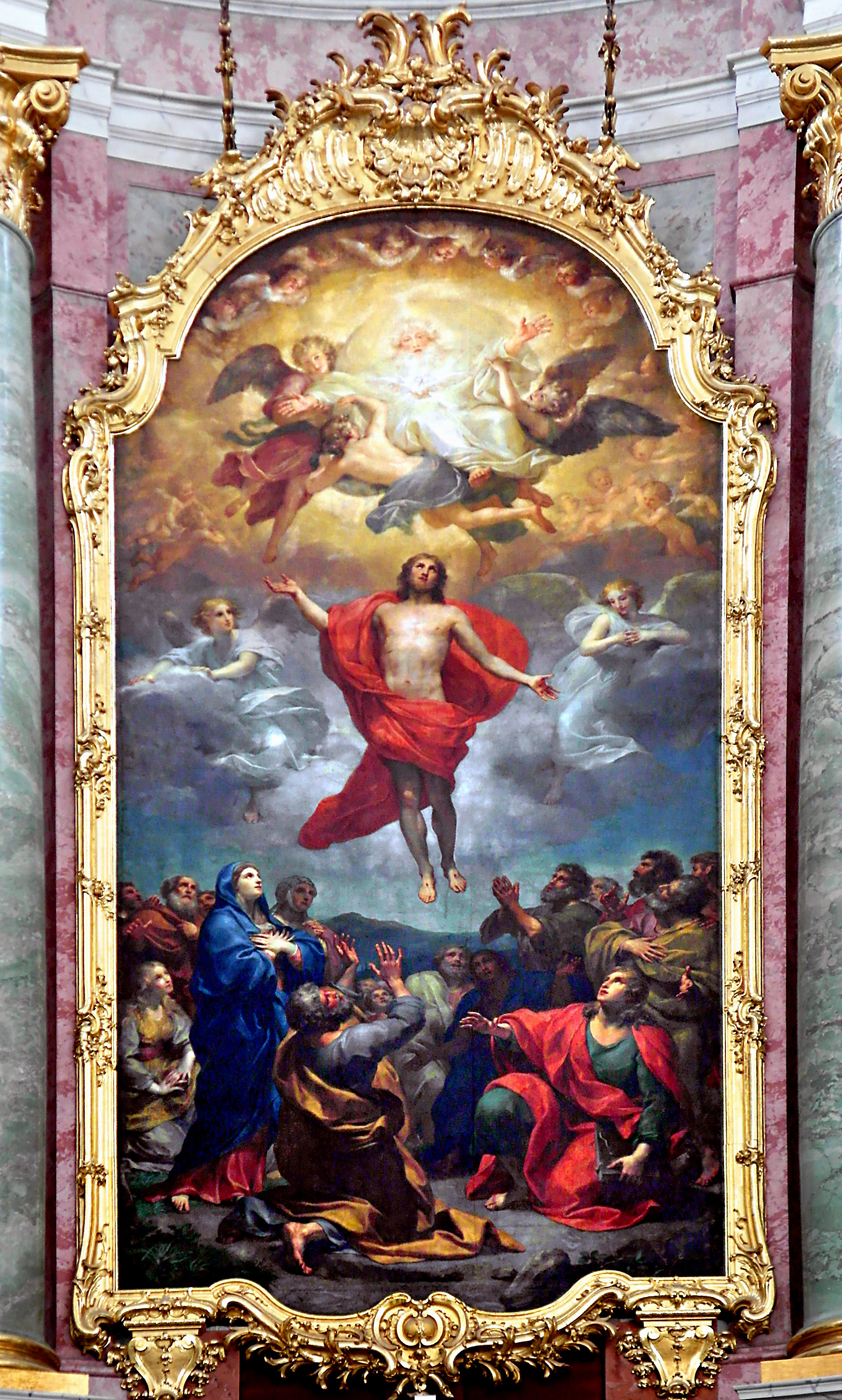
Вознесение Христа. 1750. Холст, масло. Алтарь Придворной католической церкви в Дрездене

В том же 1751 году он вернулся в Италию. После недолгого пребывания в Венеции и Флоренции, где в 1752 году стал членом, а позднее, в 1754 году директором Академии Святого Луки. Благодаря протекции кардинала Алессандро Альбани герцог Нортумберлендский заказал Менгсу для своей галереи копии произведений болонских живописцев Гвидо Рени, Аннибале Карраччи, а также Рафаэля, в том числе фрески Рафаэля «Афинская школа» в Ватикане. В конце 1755 года Менгс познакомился с археологом и историком искусства Иоганном Иоахимом Винкельманом, который вскоре стал одним из его ближайших друзей и раскрыл ему новое понимание античного искусства. Винкельман оказал большое влияние на формирование взглядов Менгса в области живописи. В своем творчестве Менгс совершил поворот от модного в то время стиля рококо к раннему неоклассицизму, что сделало его одним из ведущих художников этого направления в искусстве. В 1755 году художник получил от папы Климента XIII звание рыцаря «Ордена Золотой шпоры».
Весной 1756 года Менгс начал работать на вилле Альбани над фресковой росписью плафона и люнетов — «Парнас», тондо «Рим» и «Гений». Эта работа Менгса считается ключевым произведением западноевропейского неоклассицизма, сам же мастер удостоился от Винкельмана звания «величайшего художника своего времени».
В конце 1759 года Антон Рафаэль Менгс прибыл в Неаполь для работы над алтарной композицией «Введение Марии во храм» для Королевской капеллы в Казерте, писал портреты членов королевской семьи. После того, как Карл IV Неаполитанский, король Обеих Сицилий, покинул Неаполь, чтобы сменить своего отца на троне короля Испании в Мадриде, Менгс вернулся в Рим.
В 1761 году художник уехал в Мадрид, где совместно с Джованни Баттистой Тьеполо оформлял Новый королевский дворец. Работал также в загородных королевских резиденциях: в Королевском дворце в Аранхуэсе и дворце Ла-Гранха. Гонорары обоих мастеров при испанском королевском дворе были необычайно высоки. Менгс получил поддержку в Мадриде и Риме от своего друга, испанского дипломата и мецената Хосе Николаса де Асара, который издал сочинения своего друга Менгса, снабдив их его биографией. В Испании одним из учеников Менгса был Агустин Эстеве.
С 1772 по 1773 год Менгс находился в Неаполе, снова работая над портретами членов королевской семьи. В 1773 году автопортрет Менгса в галерее Уффици был помещён на почётном месте — под автопортретом Рафаэля. В 1774 году Менгс был избран принцем (президентом) римской Академии Святого Луки. В том же году он снова приехал в Испанию, там познакомился с молодым Франсиско Гойей, талант которого, вероятно, оценил и помог тому получить место придворного художника (primer pintor de cámara) и картоньера (рисовальщика картонов) Королевской шпалерной мануфактуры святой Варвары. Менгс и сам создавал картоны для этой мануфактуры.
В период 1772—1776 годов Менгс и его ученик Антон фон Марон создавали графические реконструкции росписей античной виллы Негрони в Риме, руины которой обнаружили на Эсквилине в 1777 году.
Из-за болезни — он плохо переносил мадридские холодные зимы — Менгс в 1777 году вернулся в Рим. Он скончался в Вечном городе 16 июня 1779 года. Похоронен в римской церкви Санти-Микеле-э-Маньо. Его надгробие создано скульптором Винченцо Пачетти в 1782 году.
В семье Менгсов было двадцать детей, семерым из них после смерти художника испанский король Карл III назначил пенсион. Его дочь, Анна Мария Менгс (1751—1793) стала художницей: рисовальщицей-миниатюристкой. Работала в технике пастели в Риме и Мадриде.

## Наследие и влияние
Менгс поддерживал отношения со многими знаменитыми современниками: помимо Винкельмана с маркграфиней Вильгельминой Байройтской, Джакомо Казановой, который неоднократно упоминает художника в своих мемуарах «История моей жизни», а также с Иоганном Фридрихом Раффенштайном, Фридрихом Мельхиором Гриммом, Среди его заказчиков были Вильгельмина Байройтская, российская императрица Екатерина II и кардинал Алессандро Альбани.
При жизни Менгс пользовался европейской славой, современники видели в нём нового Рафаэля. Он был членом художественных академий Болоньи, Рима, Флоренции, Генуи, Венеции, Аугсбурга и Мадрида, придворным художником Августа III, короля Польши и курфюрста Саксонии, короля Карла IV Неаполитанского. Его книга, посвящённая Винкельману, «Мысли о красоте и вкусе в живописи» (Gedanken uber die Schonheit und den Geschmack in der Malerei) использовалась во многих академиях в качестве учебника (издана в 1762 г. в Цюрихе, переиздания: 1765, 1774, 1788). Сборник сочинений Менгса, вышедший на итальянском языке в Парме (1780, переиздан в 1783 и 1787 гг.), был переведён на испанский (Мадрид, 1780, 1797); французский (Амстердам, 1781; Регенсбург, 1782; Париж, 1787); немецкий (Халле, 1787) и английский (Лондон, 1796) языки.
Бюст Менгса установлен в Вальгалле — «Зале славы» германской нации недалеко от Регенсбурга (Бавария).
Рядом с Менгсом в Риме работали А. Кауфман, А. фон Марон, Я. Ф. Хаккерт, И. Ф. А. Тишбейн. Его влияние испытал Ф. Х. Фюгер.
Среди его многочисленных учеников были: Джузеппе Маццола, Никола Гибаль, Мартин Ноллер, Христофор Унтербергер, Джованни Баттиста Казанова и придворный художник Пфальца Иоганн Вильгельм Хоффнас.

## Оценки творчества
Опытный портретист, Менгс умел сочетать барочную парадность с передачей индивидуальных черт модели. Ему позировали самые могущественные люди эпохи, от папы Климента XIII до Фридриха Великого, королей Саксонии, Испании и российской императрицы Екатерины II.
Картины Менгса долгое время считались непререкаемыми образцами «высокого стиля» и «достойного вкуса» академического искусства. Однако слава художника стала угасать вскоре после его смерти. Правда пренебрежительные замечания, которые делали о его творчестве историки искусства XIX века, относились не столько к его портретам, сколько к фрескам. В XIX веке фрески Менгса считали «холодными и неискренними». Последующие оценки ещё более суровы: «Картины Менгса принесли ему мировую славу. Но классицизм Менгса был отмечен печатью эклектики, а стремление подчинить свой талант строгим классицистическим канонам заставило его отказаться от своих лучших качеств художника».
Менгс считал себя первым неоклассицистом, в то же время он был одним из последних мастеров стиля барокко. По мнению Рудольфа Виттковера: «В конечном счёте, он [Менгс] в такой же степени завершает традицию, как и начинает новую».
Творчество Менгса ценили в России. В Санкт-Петербургском Эрмитаже хранятся девять его картин, среди них эскизы и реплики самых известных произведений: Парнас, Автопортрет, Портрет Винкельмана, Иоанн Креститель, проповедующий в пустыне, Суд Париса.

## Менгс-теоретик

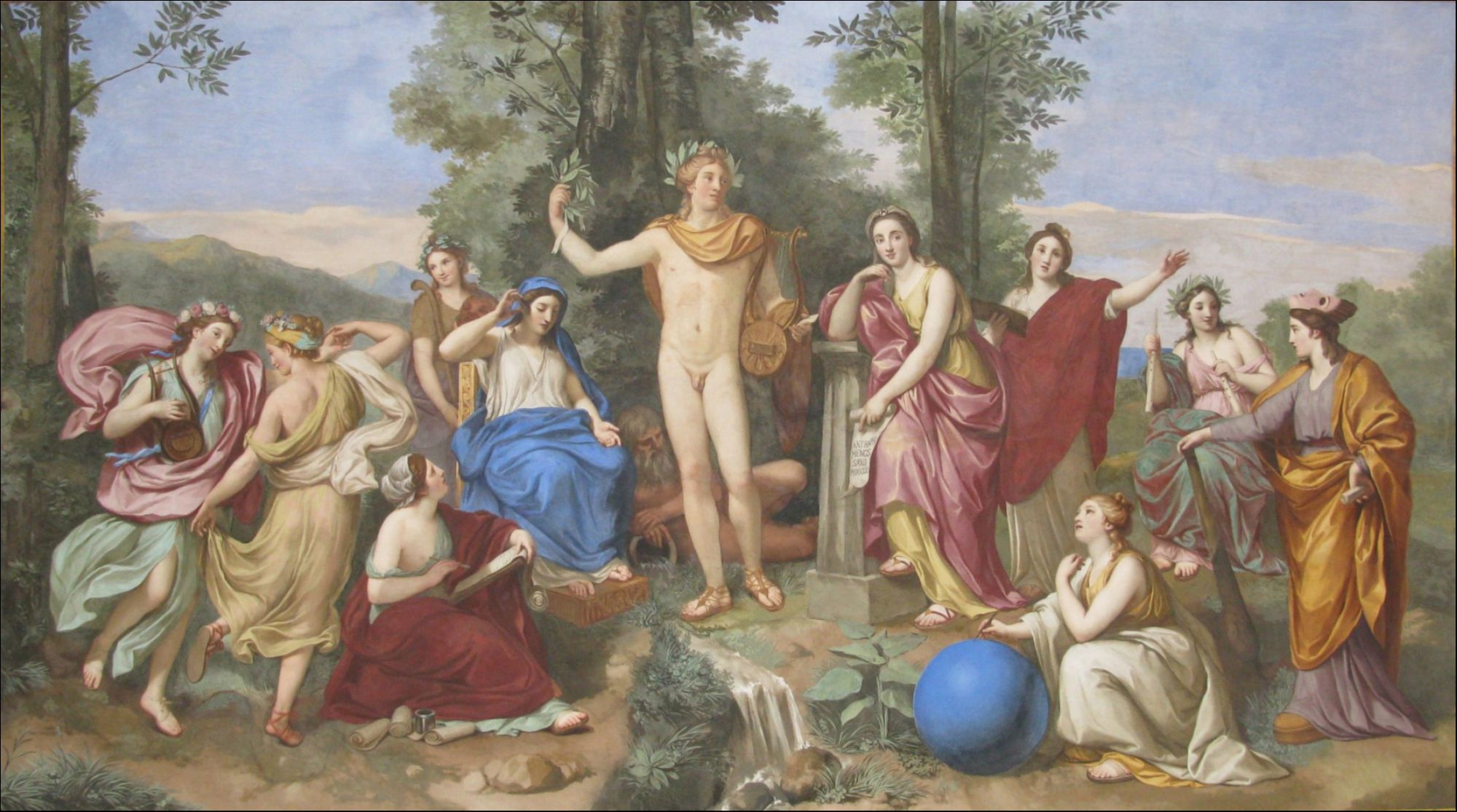
А. Р. Менгс. Парнас. 1761. Фреска. Галерея Виллы Альбани-Торлония, Рим

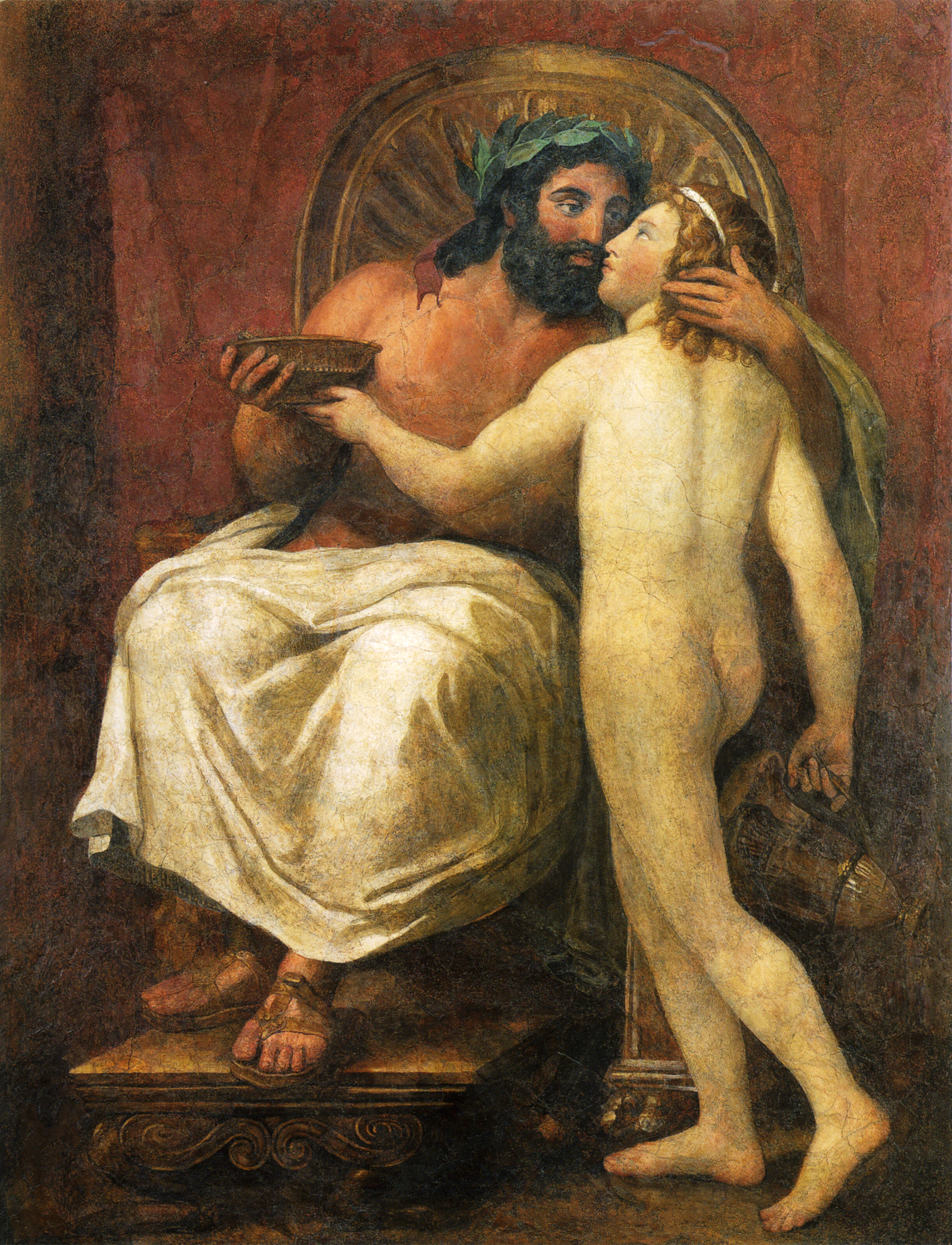
Юпитер целует Ганимеда. 1758—1759. Гипс на холсте с искусственными разрывами, темпера. Палаццо Барберини, Рим

Как теоретик Антон Рафаэль Менгс получил громкую известность в интеллектуальных кругах Европы и оказал значительное влияние на развитие живописи своего времени. Менгс, прекрасный знаток античного и современного искусства, вслед за Винкельманом проповедовал отказ от излишеств стиля рококо и возврат к классическим нормам. Менгс критиковал живописцев XVII и XVIII веков, первых за чрезмерное увлечение светотеневыми эффектами и избыточные драматизацию и религиозный пафос, вторых — за тематику, лишённую моральных и образовательных устремлений.
Менгс разработал строгие правила выбора моделей и сюжетов для художественного произведения. Он призывал соединить античную красоту с лучшими чертами творчества Рафаэля, Тициана и Корреджо. Следование великим мастерам прошлого художник считал единственным путём достижения идеальной красоты, той, которая не существует в природе, а является результатом отбора художником самого лучшего из наилучшего. В этом Менгс был эклектиком и, скорее, сознательно следовал методу, провозглашённому самим Рафаэлем в знаменитом письме графу Бальдассаре Кастильоне в связи с работой над фреской «Триумф Галатеи» на Вилле Фарнезина в Риме (1511). Граф был восхищён работой Рафаэля и спрашивал его: какова была модель для Галатеи, получив в ответ «никакой», он был удивлён. В ответ Рафаэль писал Кастильоне в 1514 году: «Что до Галатеи, то я почёл бы себя великим мастером, если бы в ней была хотя половина тех великих вещей, о которых Ваше сиятельство мне пишет… И я скажу Вам, что для того, чтобы написать красавицу, мне надо видеть многих красавиц; при условии, что Ваше сиятельство будет находиться со мной, чтобы сделать выбор наилучшей. Но ввиду недостатка как в хороших судьях, так и в красивых женщинах, я пользуюсь некоторой идеей, которая приходит мне на мысль».
Иллюстрацией к этому может также служить фреска Менгса «Парнас», прославленная Винкельманом. «Парнас» — пристанище художников и муз — считается образцовым воплощением теории искусства Винкельмана. На манер панно в раме фреска изображает Аполлона, бога света и покровителя искусств, в окружении девяти муз с их матерью Мнемозиной. Композиция отсылает к знаменитой фреске «Парнас» Рафаэля, по сравнению с которой Менгс резко сократил количество фигур, а также «одел» фигуры в соответствии со знаниями античности того времени. Композиция следует также традиции живописи Никола Пуссена: «принцип рельефа» (строгая последовательность планов), статные фигуры, никаких светотеневых и «угловых» эффектов перспективы.
Как теоретик Менгс в книге «Мысли о красоте и вкусе в живописи» (1762) одним из первых сформулировал принципы «нового классического стиля». Он заменил традиционные понятия стиля «вкусом»: высоким, сладостным или средним… Высокому вкусу, отличающего истинно великих мастеров присущ «отбор всего наилучшего в наилучшей пропорции». Таким образом, следуя принципам классицистического искусства, им же сформулированным, Менгс, одновременно, оказался апологетом академизма. Более того, если исходить из тезиса Р. Виттковера, Менгса можно считать и предшественником преромантизма.

## «Юпитер целует Ганимеда»
Одним из курьёзов в истории искусств является фреска «Юпитер целует Ганимеда», созданная в 1758—59 годах (Национальная галерея, Рим). Это произведение послужило поводом для известной ссоры между Винкельманом и Менгсом. Менгс, впечатлённый результатами раскопок Помпей и Геркуланума, виртуозно использовал приёмы античных художников и создал своё произведение (возможно, это была копия подлинной фрески). Несмотря на возражения некоторых скептиков, произведение сразу же было принято за античный оригинал (в том числе и Винкельманом в его «Истории искусства древности»). Раскрытие подлога ударило по репутации Винкельмана и навсегда поссорило его с Менгсом. Неизвестно, какими соображениями руководствовался художник, идя на подобную мистификацию. По словам Гёте, Менгс признал своё авторство только перед смертью.

## Галерея

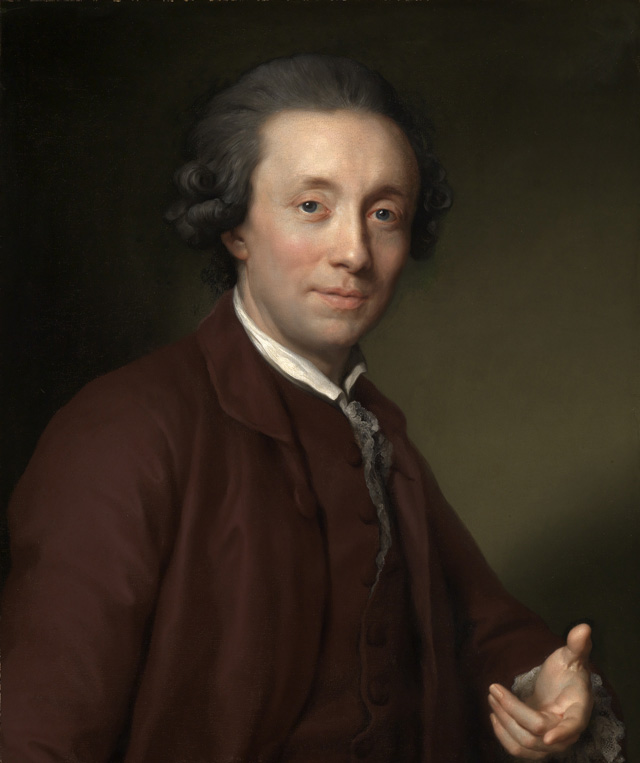
Портрет В. фон Эдельсхайма. Ок. 1770. Холст, масло. Кунстхалле, Карлсруэ
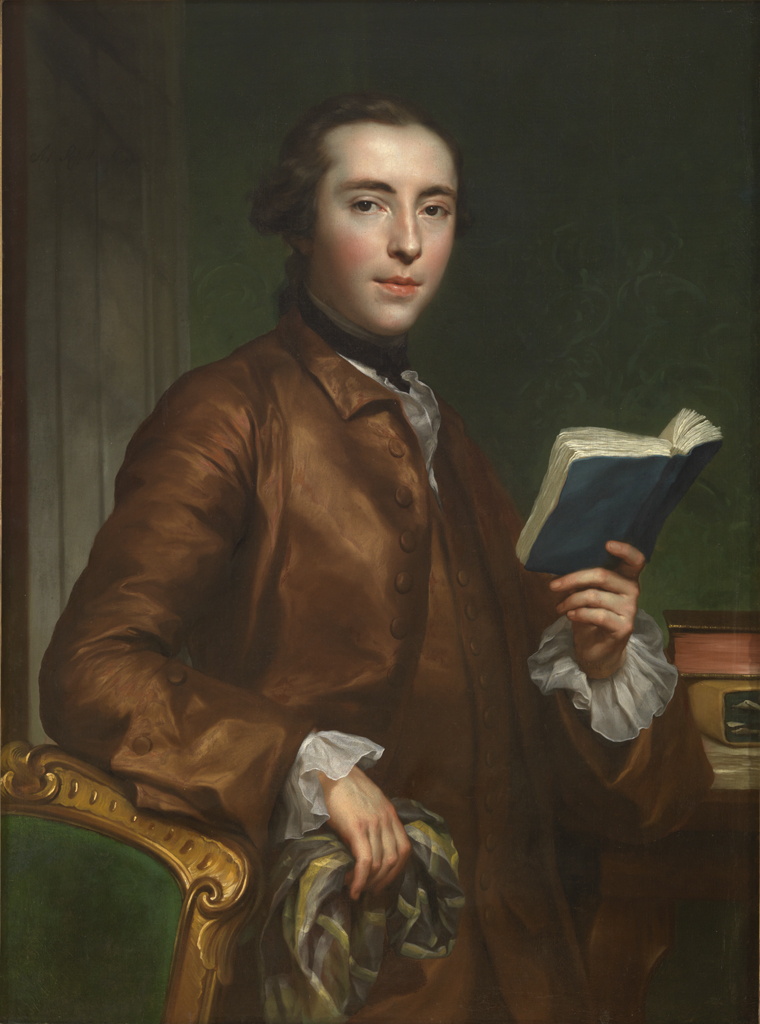
Портрет английского джентльмена. Ок. 1754. Холст, масло. Музей Род-Айлендской школы дизайна, США
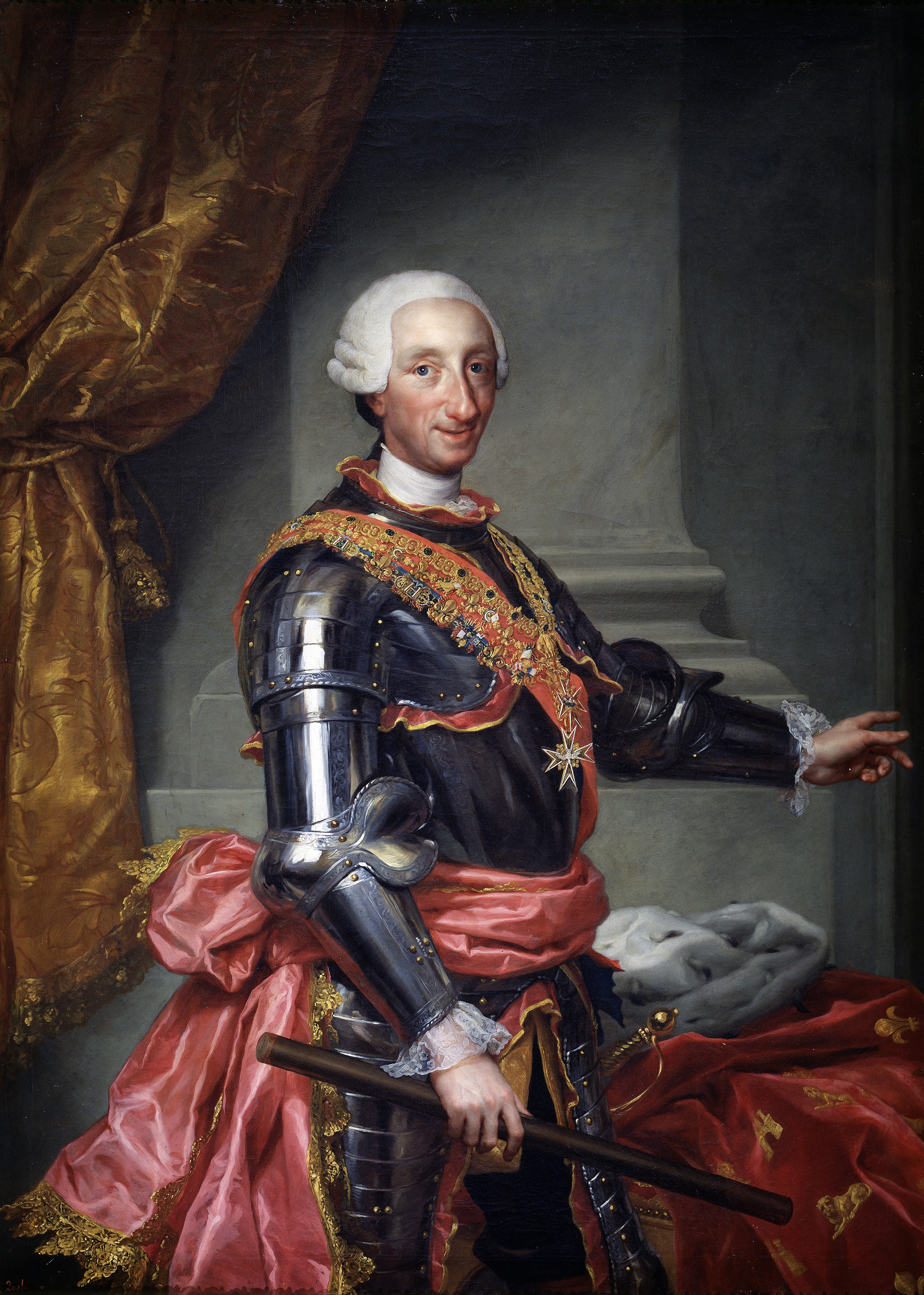
Портрет Карла III Испанского. Ок. 1765. Холст, масло. Прадо, Мадрид
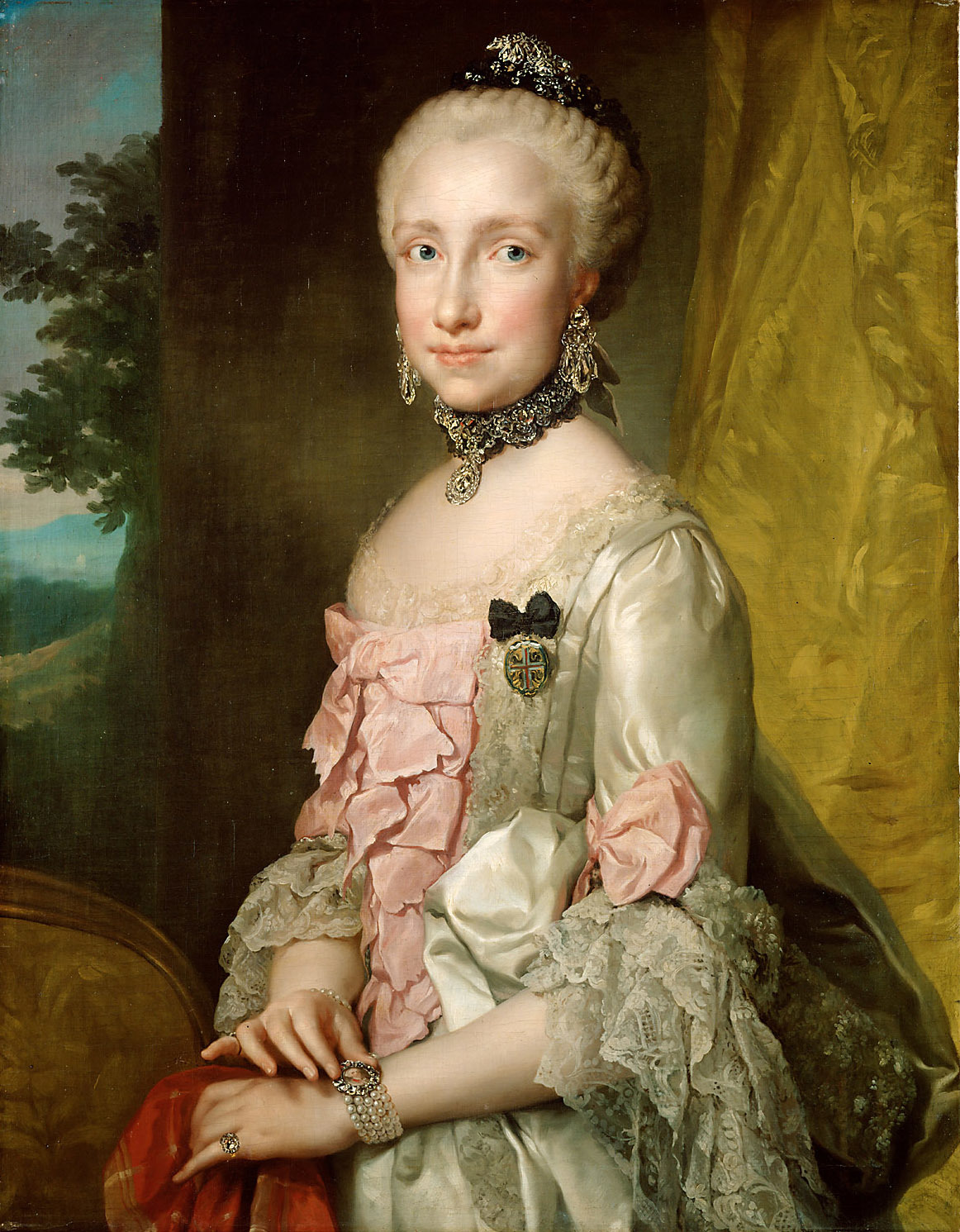
Портрет инфанты Марии Лудовики Испанской. Холст, масло. Музей истории искусств, Вена
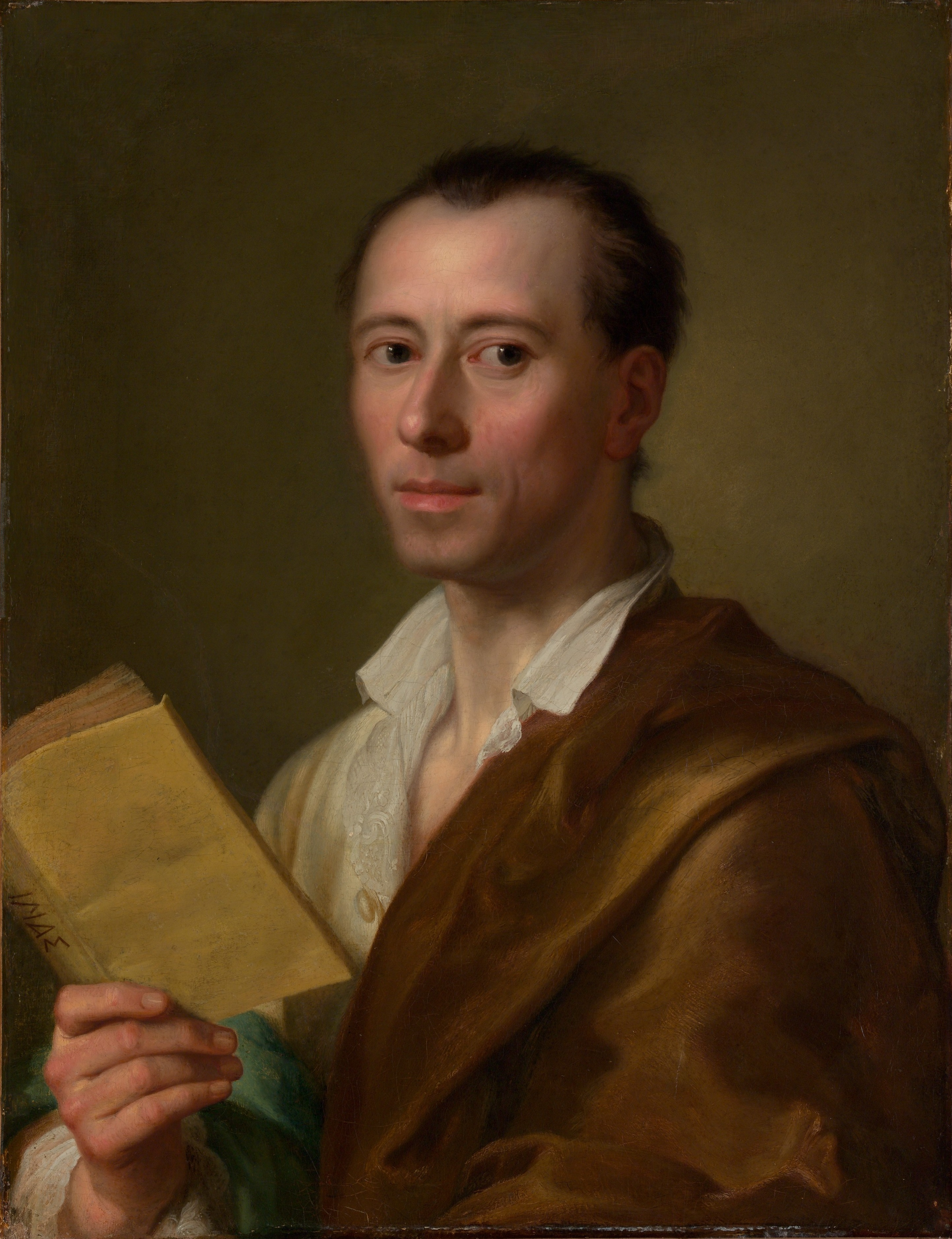
И. И. Винкельман. Ок. 1777. Холст, масло. Метрополитен-музей, Нью-Йорк
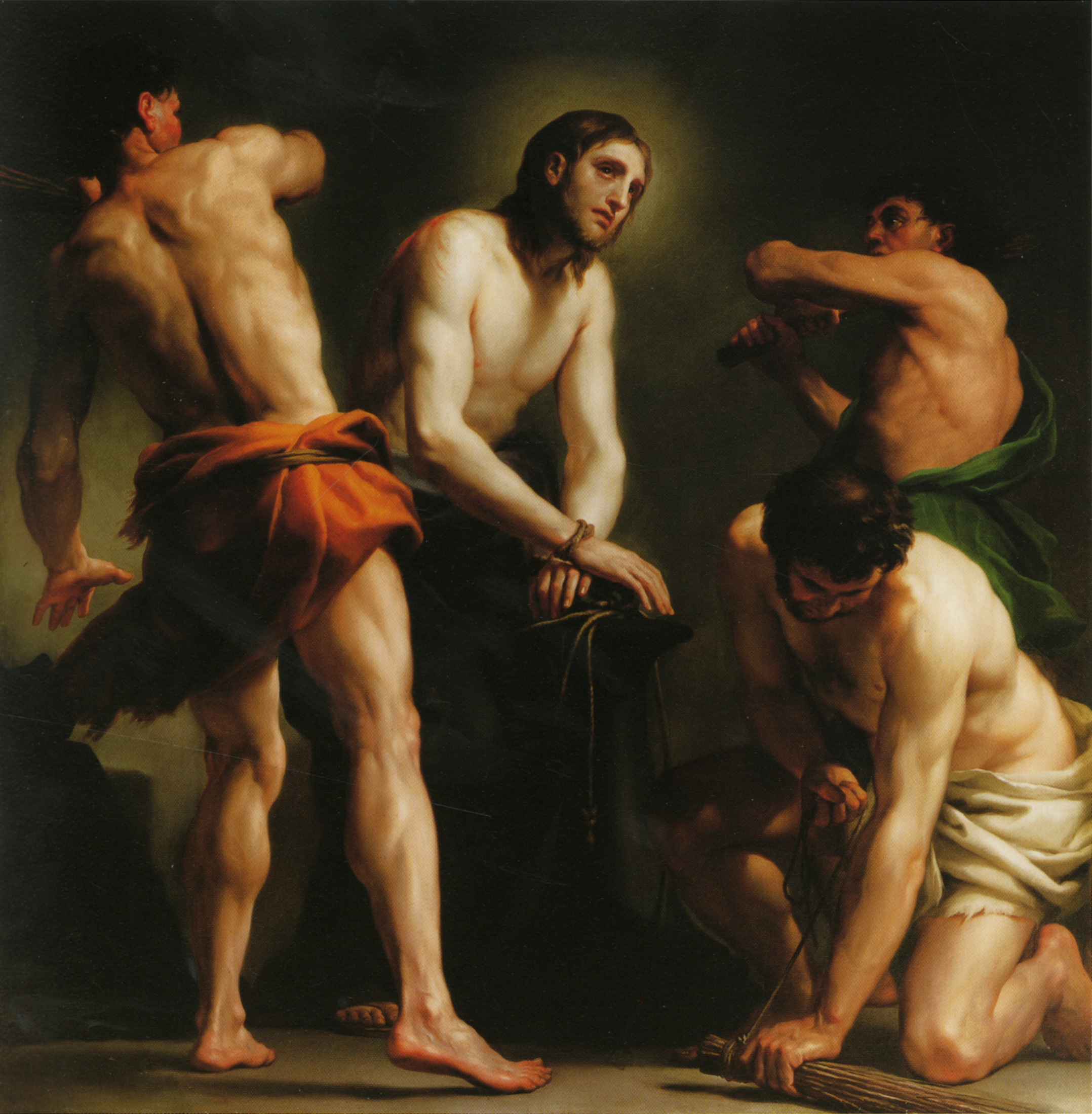
Бичевание Христа. 1769. Холст, масло. Королевский дворец, Мадрид
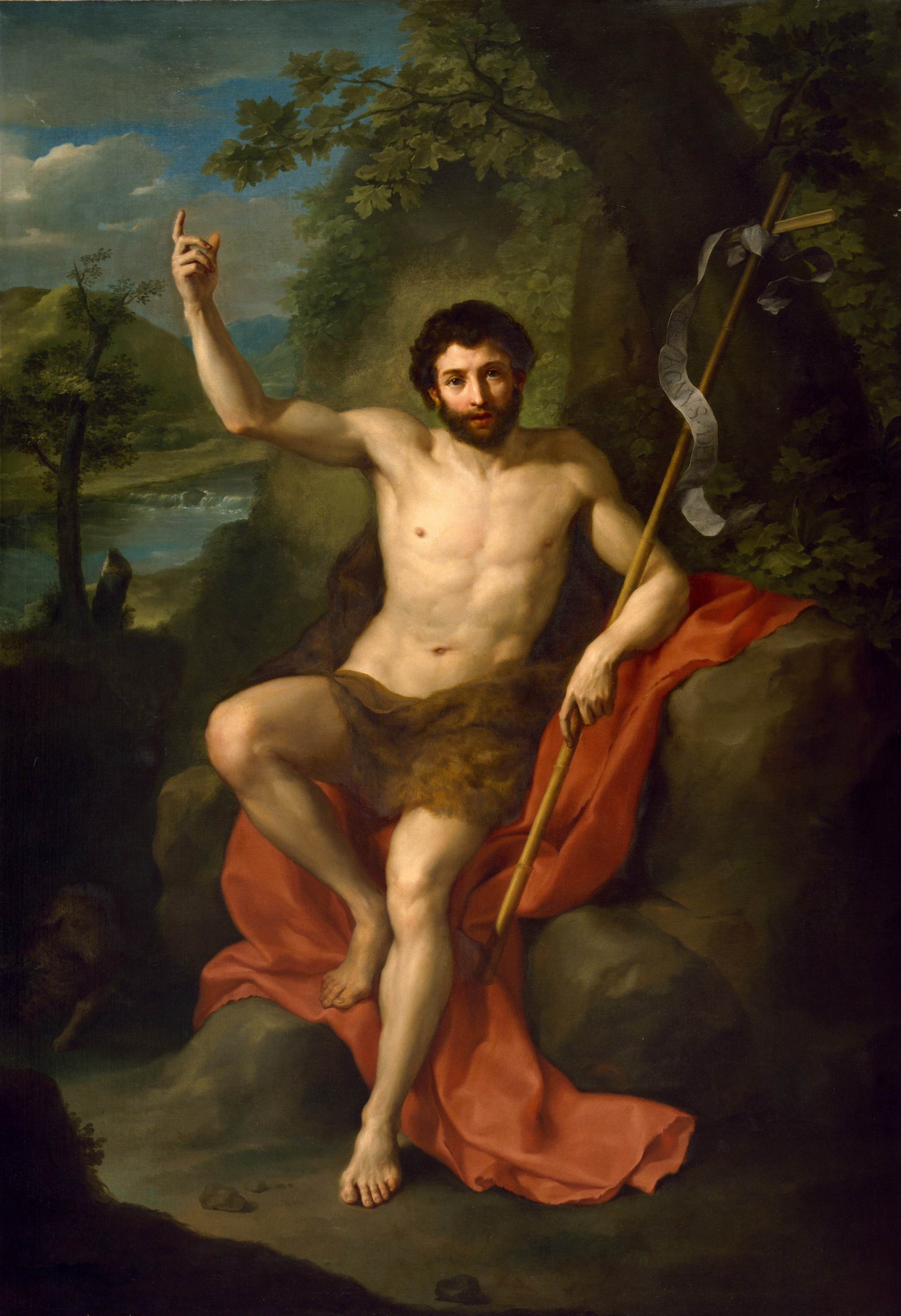
Иоанн Креститель проповедующий в пустыне. 1760-е гг. Холст, масло. Музей изящных искусств, Хьюстон. Техас, США
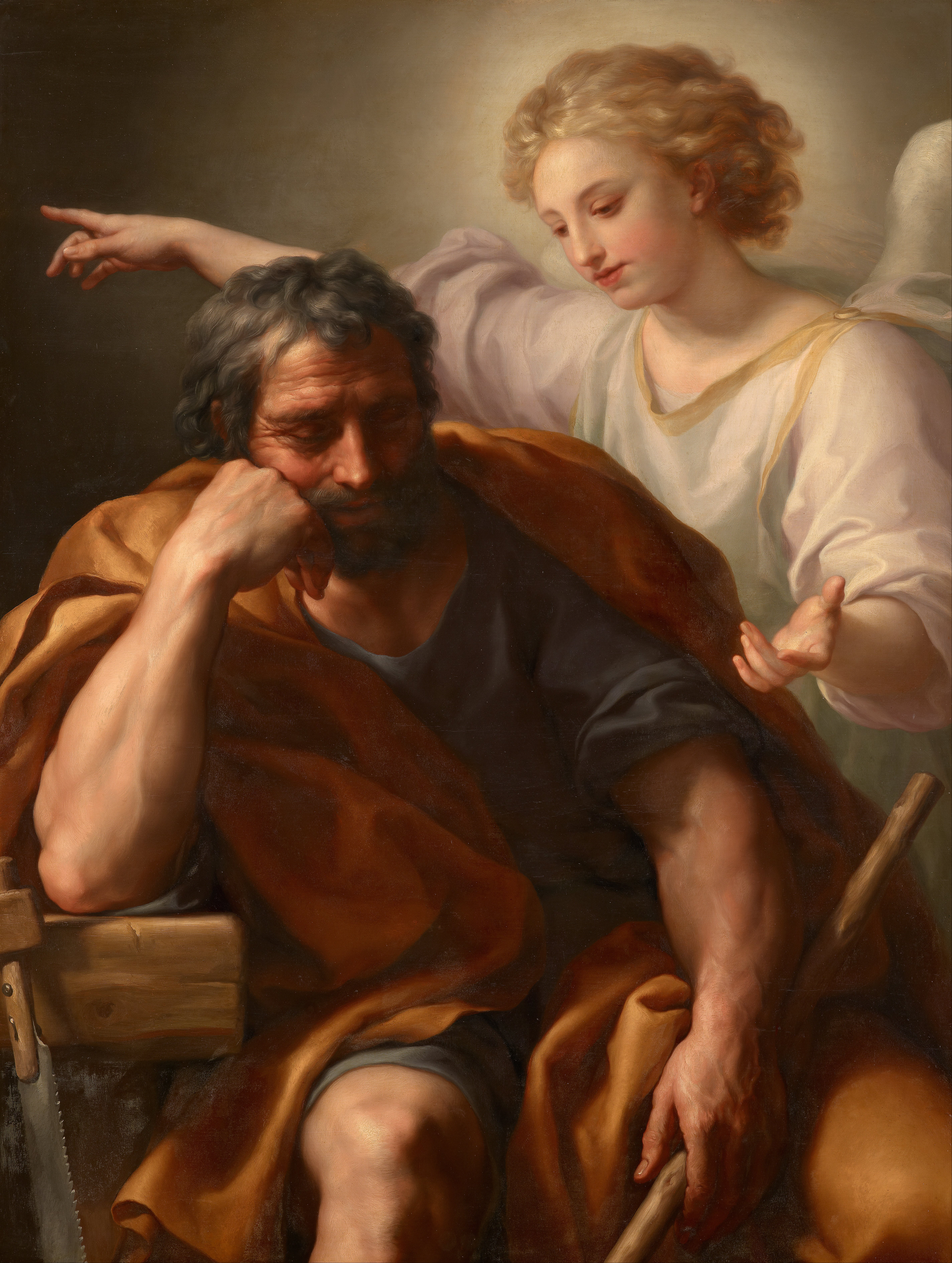
Сон Святого Иосифа. Ок. 1773. Холст, масло. Музей истории искусств, Вена

## Публикации текстов
- Opere di Antonio Raffaello Mengs, primo pittore della maestrà di Carlo III, re di Spagna, ec. ec. ec., :  [итал.] / pubblicate dal cavaliere D. Giuseppe Niccole d'Azara e in questa edizione corrette ed aumentate dall' avvocato Carlo Fea. — Roma : Pagliarini, 1787. — OCLC 1050264001.